# Dipartimento di Río Grande
Río Grande è un dipartimento della provincia argentina di Terra del Fuoco, Antartide e Isole dell'Atlantico del Sud, con capoluogo Río Grande.
Esso occupa la parte centro-settentrionale dell'isola Grande della Terra del Fuoco
Secondo il censimento del 2010, su un territorio di 12.181 km², la popolazione ammontava a 70.042 abitanti, con un aumento del 27% rispetto al censimento del 2001.